# Sereno ad ovest
Sereno ad ovest è il terzo album in studio del cantautore italiano Niccolò Fabi, pubblicato il 21 aprile 2000.

## Il disco
Dopo il successo immediato che ha ricevuto con i primi due album, Fabi si prende una pausa di due anni al termine dei quali pubblica questo lavoro, che è il primo in cui scrive e suona le canzoni il più possibile da solo. Ha l'opportunità di presentare le canzoni dell'album ai fan di Sting durante 7 date del suo tour europeo, e questo gli dà una visibilità internazionale che prima non aveva. Il successo ricevuto durante queste apparizioni spingono Fabi, l'anno successivo, a tradurre in spagnolo alcune canzoni di quest'album.
Il singolo di traino dell'album, nonché la canzone più orecchiabile, è la seconda traccia Se fossi Marco. Nella settimana successiva al 21 aprile Sereno ad ovest ha debuttato al 22º posto nella classifica di vendita italiana Fimi/Nielsen. Il secondo singolo è il brano che apre l'album, Qualcosa di meglio.

## Tracce
1. Qualcosa di meglio – 4:11
2. Se fossi Marco – 4:02
3. Acqua – 4:43
4. Zerosei – 3:52
5. Scherzo – 4:27
6. La politica – 3:50
7. Sembravi – 4:10
8. Lunedì – 3:32
9. 10 centimetri – 4:03
10. Il mio stato – 5:04

## Formazione
- Niccolò Fabi – voce, chitarra, basso, pianoforte, batteria
- Lorenzo Feliciati – basso
- Danilo Pao – chitarra, programmazione, cori
- Clemente Ferrari – cori